# Problème du sandwich de graphes
En théorie des graphes et en informatique, le problème du sandwich de graphes est le problème consistant à trouver un graphe qui appartient à une famille particulière de graphes et qui est "pris en sandwich" entre deux autres graphes, dont l'un doit être un sous-graphe et l'autre doit être un « supergraphe » du graphe considéré.
Les problèmes de sandwich de graphes généralisent le problème de tester si un graphe donné appartient à une famille de graphes ; ils ont attiré l'attention en raison de leurs applications et en tant que généralisation naturelle des problèmes de reconnaissance. 

## Énoncé du problème
Étant donné un ensemble de sommets {\displaystyle V}, un ensemble d'arêtes {\displaystyle E^{1}} et un autre ensemble d'arêtes plus grand {\displaystyle E^{2}}, un graphe  {\displaystyle G=(V,E)} est appelé un graphe sandwich pour la paire {\displaystyle G^{1}=(V,E^{1})} et {\displaystyle G^{2}=(V,E^{2})}  si {\displaystyle E^{1}\subseteq E\subseteq E^{2}}.
Formellement, le problème du sandwich de graphe pour la propriété Π est défini comme suit :
- instance : un ensemble de sommets {\displaystyle V} et deux ensembles d'arêtes {\displaystyle E^{1}\subseteq E^{2}} ;
- question : existe-t-il un graphe {\displaystyle G=(V,E)} tel que {\displaystyle E^{1}\subseteq E\subseteq E^{2}} et qui vérifie la propriété Π ?

Le problème de reconnaissance pour une classe de graphes qui satisfont à une propriété Π est équivalent au problème particulier du sandwich de graphes où {\displaystyle E^{1}=E^{2}}, c'est-à-dire qu'il n'y a pas d'arêtes facultatives.

## Complexité de calcul
Le problème du sandwich de graphes est NP-complet lorsque Π a la propriété d'être un graphe cordal, un graphe de comparabilité, un graphe de permutation, un graphe biparti cordal ou un graphe à chaînes,. Il peut en revanche être résolu en temps polynomial pour les graphes divisés et les graphes à seuil,, et les graphes dans lesquels tout ensemble de cinq sommets contient au plus un chemin induit à quatre sommets.  L'état de la complexité a également été déterminé  pour le problème du sandwich de graphes ne contenant pas de sous-graphe de type H, pour les graphes à quatre sommets H.